# Sabiá-do-banhado
Tentilhão-das-pampas ou sabiá-do-banhado (Embernagra platensis) é uma espécie de ave da família Emberizidae.
Pode ser encontrada nos seguintes países: Argentina, Bolívia, Brasil, Paraguai e Uruguai. Seus habitats naturais são: matagal tropical ou subtropical de alta altitude, campos de gramíneas de clima temperado, campos de gramíneas de baixa altitude subtropicais ou tropicais sazonalmente húmidos ou inundados e pântanos.